# Nås landskommun
Nås landskommun var en tidigare kommun i dåvarande Kopparbergs län (numera Dalarnas län).

## Administrativ historik
I Nås socken i Dalarna inrättades denna kommun år 1863.
Landskommunen ingår sedan 1971 i Vansbro kommun.

### Kyrklig tillhörighet
I kyrkligt hänseende tillhörde kommunen Nås församling.

## Kommunvapen
Blasonering: I rött fält en av vågskuror bildad bjälkvis ställd kavel, åtföljd ovanför av en bjälkvis ställd yxa och nedanför av en plog, allt av guld.
Vapnet fastställdes 1947.

## Geografi
Nås landskommun omfattade den 1 januari 1952 en areal av 529,80 km², varav 488,10 km² land.

### Tätorter i kommunen 1960
I Nås kommun fanns tätorten Nås, som hade 517 invånare den 1 november 1960. Tätortsgraden i kommunen var då 27,9 procent.

## Politik

### Mandatfördelning i valen 1938-1966
| 13 | 5 | 2 | 3 |

| 23 |

| 13 | 5 | 2 | 3 |

| 21 |

| 3 | 10 | 5 | 3 | 2 |

| 22 |

| 1 | 10 | 5 | 6 | 1 |

| 22 |

| 11 | 5 | 5 | 2 |

| 21 |

| 12 | 5 | 4 | 2 |

| 21 |

| 10 | 4 | 5 | 3 | 1 |

| 21 |

| 9 | 7 | 5 | 2 |

| 22 |